# Crucifix de Bernardo Daddi (Accademia)
Le Crucifix de Bernardo Daddi de l'Accademia  est un crucifix peint a tempera et or sur panneau de bois, réalisé en 1340-1345 par le Florentin Bernardo Daddi et  exposé à la Galleria dell'Accademia de Florence.

## Histoire
Le crucifix provient du monastère San Donato in Polverosa proche de Florence.
On perd sa trace dès le XVe siècle de son emplacement alors au Duomo de Florence.
Retrouvé propriété de l'antiquaire Stefano Bardini, le crucifix est confié à la ville de Florence et  attribué à  Bernardo Daddi par Paul Schubring, puis il est restauré entre 1999 et 2009.

## Description
Le crucifix peint est conforme aux représentations monumentales du Christ en croix de l'époque post-giottesque, à savoir le Christ mort sur la croix en position dolens (souffrant) : 
- le corps tombant,
- le ventre proéminent débordant sur le haut du périzonium,
- la tête aux yeux clos penchée touchant l'épaule,
- les côtes saillantes,
- les plaies sanguinolentes,
- les pieds superposés.

Plusieurs scènes accompagnent le Christ en croix :
- Le panneau à fond doré des flancs du Christ affiche à gauche, la Vierge Marie, et, à droite, saint Jean vêtu d'une cape rouge.

Les extrémités aux rectangles quadrilobés comportent plusieurs scènes de la Passion :
- Tabellone du haut : Le Christ rédempteur qui assiste au Jugement dernier ;
- Titulus à fond rouge rouge présent affichant  DICEST IESUS NAZARENUS REX IUDAEORUM en noir.
- Tabellone de gauche : La Dérision du Christ.
- Tabellone de droite : Le Christ portant sa croix pendant la montée au Calvaire.
- Soppedaneo au pied de la croix : Le Christ à la colonne.